# Roodrugmiervireo
De roodrugmiervireo (Dysithamnus xanthopterus) is een zangvogel uit de familie Thamnophilidae (miervogels).

## Kenmerken
De roodrugmiervireo is 12 tot 12,5 centimeter lang. De soort vertoont seksuele dimorfie. Het mannetje heeft grijze kruin, rode bovendelen met witte keel en bleekgrijze onderdelen met witachtige buik. Het vrouwtje verschilt enigszins van het mannetje. Zo heeft zij een rode kruin en een gele onderzijde. Beide geslachten hebben roestrode vleugels.

## Verspreiding en leefgebied
Deze vogel is endemisch in het zuidoosten van Brazilië en komt voor van de staat Rio de Janeiro tot Paraná. De natuurlijke habitats zijn subtropische of tropische bergbossen op een hoogte tussen de 800 en 1700 meter boven zeeniveau in het bioom Atlantisch Woud.

## Status
De grootte van de populatie is niet gekwantificeerd, maar waarschijnlijk stabiel. Om deze reden staat de roodrugmiervireo als niet bedreigd op de Rode Lijst van de IUCN.